# 奥斯瓦尔多·费尔南德斯
奥斯瓦尔多·费尔南德斯（西班牙語：Osvaldo Fernández，1968年11月4日—），古巴男子棒球运动员。他曾代表古巴参加1992年夏季奥林匹克运动会棒球比赛，获得一枚金牌。他也曾参加1991年和1995年泛美运动会。